# Graham Coaker
Graham Coaker (ur. w 1932 roku, zm. 12 kwietnia 1971 roku) – brytyjski inżynier i przedsiębiorca. Jeden z twórców zespołu Formuły 1 March Engineering.

## Życiorys
Graham Coaker szkolił się jako księgowy i inżynier mechaniki. W 1969 roku wraz z Maksem Mosleyem, Alanem Reesem i Robinem Herdem utworzył zespół Formuły 1 March Engineering i nadzorował produkcję w tym zespole. Pracował także wiele lat jako dyrektor generalny w Hawker Siddeley. Na początku marca 1971 roku opuścił zespół March, jako część rozliczenia otrzymał bolid Formuły 2 March 712M.